# Сандомирський Аарон Соломонович
Аарон Соломонович Сандомирський (1881—1938) — учасник встановлення радянської влади, діяч Донецько-Криворізької республіки, голова Катеринославської губради (1917), член РСДРП з 1903.

## Біографія
Народився в 1881 р в Запоріжжі.
Був однією з найпомітніших фігур серед меншовиків Донкривбасу. Блискучий оратор. Незважаючи на те що нещадно критикував більшовиків. підтримав в принципі ініціативу створити Донецько-Криворізьку республіку. Мало того, ще восени 1917 р висловлювався за автономію регіону.
Про його біографії відомо не дуже багато. За спогадами полтавського публіциста Д. Іваненко відомо, що під час революції 1905 р Сандомирський вважався робочим лідером Полтави: «Все частіше і частіше стали вимовляти ім'я» Товариша Антона ", молодої людини з місцевих жителів, справжнє ім'я якого було Аарон Сандомирський. Говорили, що він тут, у Полтаві, стоїть на чолі «визвольного руху» і зокрема залізничних робітників; що його все слухаються: що він освічена людина і чудовий оратор, що він вже з'являвся не раз на засіданнях думи, з деякими зі своїх «товаришів», наганяв страху на думу і встиг вселити до себе мимовільну з боку думи повагу … "
Пік його кар'єри припав на середину 1917 року, коли він очолив Катеринославську губернську Раду. Намагався бути посередником між робітниками Донбасу і Гірничопромисловці, домагався запровадження 8-годинного робочого дня для шахтарів і металургів.
Був відомим в Росії публіцистом, співпрацював з газетою «Нове життя». Вважався фахівцем з робочого питання і, зокрема, по Донбасу (на що вказував Ленін).
Арештований в Москві 8 жовтня 1937 Розстріляний 15 березня 1938 Реабілітований у травні 1959 року.